# Dirk Stikker
Dirk Uipko Stikker (Winschoten, 5 februari 1897 – Wassenaar, 23 december 1979) was een Nederlandse bankier, topman, liberaal politicus en diplomaat.
Hij studeerde rechten aan de Rijksuniversiteit van Groningen.

## Heineken
Na zijn studie begon hij een carrière bij de Twentsche Bank. In 1935 werd hij directeur van Heineken. Als zodanig was hij verantwoordelijk voor de buitenlandse afzet van de bierbrouwerij. Bij een reis in Nederlands-Indië om te onderzoeken of er op Java een flessenfabriek kon worden gevestigd, leerde hij Anthonie Molenaar kennen, secretaris van de centrale werkgeversorganisatie. In Frankrijk maakte Stikker de periode van het Volksfront mee (1936-38), hetgeen bij hem het idee deed postvatten dat de Nederlandse industriële belangen meer gebaat waren bij een overleg- dan bij een conflictmodel. De door Stikker opgezette stichting voor Brouwgerst en het Centraal Brouwerij Kantoor stonden model voor de latere privaatrechtelijke opzet van de Stichting van de Arbeid.

## Overleg met werknemers
Kort voor de Duitse bezetting kwam Stikker als bestuurder via Centraal Overleg terecht bij het Verbond van Nederlandsche Werkgevers, waarvan in die tijd de Twentse textielfabrikant Herman Gelderman CMzn. voorzitter was. Gelderman was een liberaal van de oude stempel en wierp het idee van structureel overleg met de vakorganisaties verre van zich. Onder de omstandigheden van de bezetting kreeg de lijn-Stikker echter de overhand. Zich oorspronkelijk baserend op het corporatieve model van een Sociale Kamer (of van een 'Arbeidsfront op Nederlandse grondslag' naar het idee van RKWV-voorzitter A.C. de Bruijn) kwamen Stikker en Molenaar tot het privaatrechtelijke model dat later de Stichting van de Arbeid zou worden. In de voorbereidingsperiode tijdens bezettingstijd was de Stichting van de Arbeid vooral bedoeld als een 'amfibie': een orgaan dat allereerst met nagenoeg dictatoriale bevoegdheden de naoorlogse spanningen van een dreigende volksopstand zou moeten opvangen en pas daarna de verhoudingen tussen vakbonden en werkgevers in goede banen gaan leiden.

## Na de Tweede Wereldoorlog
In 1946 werd Stikker lid van de politieke commissie van het Nationaal Comité Handhaving Rijkseenheid tegen de onafhankelijkheid van Indonesië. Hij bleef directeur bij Heineken tot 1948, maar was na de bevrijding eigenlijk vooral politiek actief. Als centraal figuur in de economische zuivering hielp hij mee om vermogensaanslagen tegen ondernemers wegens oorlogswinst af te wenden. Nauw was hij ook betrokken bij de heroprichting op 23 maart 1946 van de Liberale Staatspartij en wel als een pseudo-doorbraakpartij die aanvankelijk Partij van de Vrijheid heette. Stikker ging de politiek in toen hij voor deze partij werd gekozen tot Eerste Kamerlid in 1945. Op 24 januari 1948 werd de PvdV opgenomen door de VVD. Stikker was de eerste voorzitter van deze partij van (24 januari 1948 tot augustus 1948).

## Minister en internationale functies

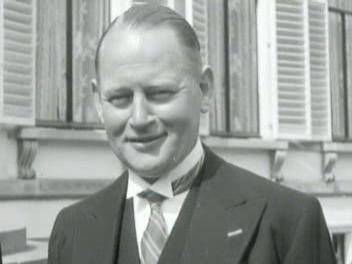
Dirk Stikker in 1948

In 1948 werd Stikker minister van Buitenlandse Zaken in het eerste kabinet-Drees van 7 augustus 1948 tot 15 maart 1951. Hij legde zijn ambt neer op 23 januari 1951 na een motie van afkeuring van zijn eigen partij over het beleid in Nieuw-Guinea. De basis van het kabinet viel weg en zijn collegae volgden zijn voorbeeld. Hij werd toch weer minister van Buitenlandse Zaken in het tweede kabinet-Drees van 15 maart 1951 tot 2 september 1952.
Tijdens zijn tijd als minister van Buitenlandse Zaken speelde Nederland een belangrijke rol in de eerste opzet van de NAVO.
Na zijn post als minister werd Stikker ambassadeur in Londen (1952 - 1958) en hoofd Permanente Vertegenwoordiging bij de Noord-Atlantische Raad en de O.E.E.S. (Organisatie voor Europese Economische Samenwerking), van 15 juni 1958 tot april 1961.
Op 21 april 1961 volgde hij Paul-Henri Spaak op als secretaris-generaal van de NAVO. Hij legde de functie neer op 1 augustus 1964 in verband met zijn slechte gezondheid en werd opgevolgd door Manlio Brosio.
Hij kreeg in 1964 een eredoctoraat van de Brown University in Providence (Rhode Island), Verenigde Staten.
Dirk Stikker overleed op 82-jarige leeftijd.

## Varia
- Diverse straten in Nederland zijn naar Dirk Stikker vernoemd, bijvoorbeeld in Winschoten, Arnhem, Landgraaf, Geleen en Goes.
- In 1952 wilde koningin Juliana, tijdens een toespraak in de Verenigde Staten, naar de zin van Stikker te pacifistische opvattingen laten horen. Waarop zij de minister en oud-directeur van Heineken toevoegde: "Wat wilt u dan dat ik zeg? 'Het bier is weer best?'"[1]

- Bibsys: 20759
- Biblioteca Nacional de España: XX1446750
- Biografisch Portaal: 04815303
- Digitale Bibliotheek voor de Nederlandse Letteren: stik002
- Gemeinsame Normdatei: 118755331
- International Standard Name Identifier: 0000 0000 9860 6369
- Library of Congress Control Number: n79065727
- Nationale Bibliotheek van Letland: 000307902
- National Archives and Records Administration: 10582831
- Nationale Bibliotheek van Israël: 987007270969405171
- Nationale Bibliotheek van Polen: a0000002789089
- Nederlandse Thesaurus van Auteursnamen: 069088993
- Parlement.com: vg09ll9dv7w5
- SNAC: w67z2frn
- Système universitaire de documentation: 162026145
- Virtual International Authority File: 146165206
- WorldCat: E39PCjGRBTYpBtJjmQP9wCGT73

Ismay · 
Spaak · 
Stikker · 
Brosio · 
Luns · 
Carington · 
Wörner · 
Claes · 
Solana · 
Robertson · 
De Hoop Scheffer · 
Rasmussen ·  
Stoltenberg ·  
Rutte